# Puiseaux
 Puiseaux  es una comuna y población de Francia, en la región de Centro, departamento de Loiret, en el distrito de Pithiviers. Es la cabecera y mayor población del cantón de su nombre.
Está integrada en la Communauté de communes du Canton de Puiseaux .
Se encuentra en norte del departamento, cerca del límite con Sena y Marne, en el valle del río Essonne.

## Demografía
| 2014 | 2097 | 2357 | 2607 | 2915 | 3045 |
| Para los censos de 1962 a 1999 la población legal corresponde a la población sin duplicidades (Fuente: INSEE [Consultar]) |      |      |      |      |      |

La aglomeración urbana la forma la propia comuna.